# エドアルド・ペッシェ
エドアルド・ペッシェ（Edoardo Pesce、1979年9月12日 - ）はイタリアの俳優。エドアルド・ペーシェとも表記される。

## 略歴
エンツォ・ガリネイ率いる俳優学校「Ribalte」に通い、続いてイザベッラ・デル・ビアンコとクリスティアーノ・チェンシ率いる「Teatro Azione（アクション劇団）」で学ぶ。
2008年から2010年まで放映されたテレビドラマ『Romanzo criminale - La serie』で演じた、1970年代に実在したローマ郊外のギャング団「Banda della Magliana（マリアーナ団）」の構成員ルッジェーロ・ブッフォーニ役で知られるようになる。その後も多くのテレビドラマや映画に出演し、2018年の映画『ドッグマン』で演じた暴力男シモーネ役でダヴィッド・ディ・ドナテッロ賞助演男優賞とナストロ・ダルジェント賞主演男優賞を受賞している。

## 主な出演作品
- 神様の思し召し Se Dio vuole (2015)
- トマソ Tommaso (2016)
- フォルトゥナータ Fortunata (2017)
- 純粋な心 Cuori puri (2017)
- ドッグマン Dogman (2018)

## 受賞歴
- ダヴィッド・ディ・ドナテッロ賞
  - 2019年
    - 助演男優賞受賞『ドッグマン』

- ナストロ・ダルジェント賞
  - 2017年（イタリア語版）
    - 助演男優賞ノミネート『純粋な心（イタリア語版）』『フォルトゥナータ（イタリア語版）』

  - 2018年（イタリア語版）
    - 主演男優賞受賞『ドッグマン』 ※共演のマルチェッロ・フォンテ（イタリア語版）との同時受賞

  - 2019年（イタリア語版）
    - 助演男優賞ノミネート『Non sono un assassino』